# Distretto di San Francisco de Sangayaico
Il distretto di San Francisco de Sangayaico è uno dei sedici distretti della provincia di Huaytará, in Perù. Si trova nella regione di Huancavelica e si estende su una superficie di 70.7 chilometri quadrati.